# Антонович Михайло Дмитрович

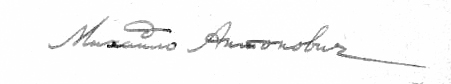
Власноручний підпис Михайла Антоновича

Антоно́вич Миха́йло Дми́трович (20 листопада 1910, Флоренція, Італія — літо 1954; за іншими даними, 24 листопада 1955, Колима, РФ) — український історик. Онук Володимира Антоновича, син Дмитра і Катерини Антоновичів, брат Марка Антоновича.

## Життєпис
Народився у Флоренції. Закінчив УВУ в Празі. 1930 року захистив докторську дисертацію «Князь Репнін, генерал-губернатор Саксонії». У 1935—1941 роках — науковий співпрацівник Українського наукового інституту в Берліні. Член Українського історико-філологічного товариства в Празі. Викладав в університетах Бреслау та Відня. Доцент Віденського університету.
Займав небайдужу позицію щодо майбутньої української держави. Так, 19 липня 1940 року написав з Бреслау в листі батьку про ймовірність німецько-радянського збройного зіткнення і необхідність українцям бути готовими до перебігу подій на Сході.
| «Я можу бути нейтральним поки там термосяться між собою всякі західні народи. Але коли викотиться українське питання, то нейтральним лишатися неможливо. І в Кракові я в такім разі вже на пості. Я тобі писав минулого разу, що не вірю в поголоски про німецькі частини на Мадярщині, але несподівано дістав блискуче підтвердження цього з дуже компетентного джерела і не тільки про Мадярщину, але й про Румунію. І то твердження це прийшло в такій формі, що мовляв, нам би було дуже бажано, коли б Совіти щось почали тепер, будете бачити, що з цього вийде. Через Бресляу стало йдуть війська на схід і вояки переконані, що це проти «Руссен». Ситуація така, що дійсно може все ринутись кожної хвилини, а тоді сором бути в запечку — треба буде і свого носа всадити. Розуміється, я ніякий вояк, чудес не робитиму і не збираюсь робити, але обов'язок є обов'язок» |.
1945 року заарештований у Парижі, за іншими даними в Берліні та депортований до СРСР. За свідченнями колишніх ув'язнених, до середини 1950-х років перебував у радянських концтаборах поблизу Норильська та Колими. Автор праць з української історії XVI—XIX століть, зокрема науково-популярних нарисів з історії України. Вважав, що колонізаційний процес освоєння українських земель є найважливішим та визначальним чинником української історії. Деякі праці Михайла Антоновича, у тому числі монографія про гетьмана Петра Сагайдачного, залишилися неопублікованими.
Загинув на Колимі влітку 1954 року, за іншими даними у концтаборі Каєркан біля Норильська, ймовірно 24 листопада 1955 року.

## Твори
- Friedrich Ludwig Jahn: ein Beitrag zur Geschichte der Anfänge des deutschen Nationalismus // Historische Studien. – Heft 230. –  Berlin, 1933.
- (mit Heinz Kindermann) Handbuch der Kulturgeschichte: Abt. 2, Geschichte des Völkerlebens. – Wiesbaden: Akademische Verlagsgesellschaft Athenaion, 1935.
- (mit Gerhard Gesemann, Emil Schieche u. Friedrich Repp) Kultur der slawischen Völker. – Wiesbaden: Akademische Verlagsgesellschaft Athenaion, 1936.
- Матеріяли до вербування українцiв у пруську армiю XVIII вiку. – Прага: Видання Українського історично-філологічного товариства в Празі, 1937. – 7 с.
- Козацьке військо у Смоленській війні. – Варшава: накл. Українського воєнно-історичного т-ва, 1937. – 51 с.
- Козацький проект Василя Капніста // Сьогочасне й минуле. – 1939. – № 2.
- Студії з часів Наливайка. Прага, 1941
- Iсторія України. Тт. 1-4. Прага, 1941—1942 (перевидання – Вінніпег, 1966).
- Geschichte der ukrainischen Staatlichkeit; Deutsch-ukrainische Beziehungen // Handbuch der Ukraine. – Leipzig, 1941.
- Kultur der Ostslaven. Ukrainer, Weißruthenen, Russen // Handbuch der Kulturgeschichte. Nr. 72/73 (Breslau, 1941). – S. 53–125.
- Ukraine im Russischen Reiche (1764—1847). – Wien, 1942.
- Das Schicksal der ukrainischen Gelehrten in der Sowjetukraine // Bolschewistische Wissenschaft und Kulturpolitik: Ein Sammelwerk. Königsberg: Ost-Europa Verlag, 1942. – S. 45–130.
- Переяславська кампанія 1630 р. Прага: Видання Українського історично-філологічного товариства в Празі, 1944. – 38 с.